# Longitarsus alfierii
Longitarsus alfierii is een keversoort uit de familie bladkevers (Chrysomelidae). De wetenschappelijke naam van de soort werd in 1923 gepubliceerd door Maurice Pic.